# Phycus freidbergi
Phycus freidbergi är en tvåvingeart som beskrevs av Lyneborg 2003. Phycus freidbergi ingår i släktet Phycus och familjen stilettflugor. Inga underarter finns listade i Catalogue of Life.